# José de Jesus Peixoto Camargo
José de Jesus Peixoto Camargo (Vacaria, RS, 6 de agosto de 1946), ou simplesmente J.J. Camargo, é um médico, escritor e palestrante gaúcho. Formou-se em Medicina na UFRGS em 1970, especializando-se em cirurgia torácica e completando sua formação acadêmica na Clínica Mayo, nos Estados Unidos.
Foi o pioneiro em transplante de pulmão, realizando o primeiro transplante de pulmão no Brasil e da América Latina, em 1989. Realizou também o primeiro transplante duplo de pulmão do Brasil. É chefe da equipe que mais transplanta pulmões no Brasil.É professor da Universidade Federal de Ciências da Saúde de Porto Alegre.
Foi o idealizador e hoje dirige o Centro de Transplantes da Santa Casa de Misericórdia de Porto Alegre, e é Diretor de Cirurgia Torácica no Pavilhão Pereira Filho, também da Santa Casa. Tem centenas de publicações científicas e já proferiu cerca de 900 conferências, em 22 países.
É autor de vários livros sobre a sua especialização.
É membro da Academia Sul-Riograndense de Medicina desde 1993 e da Academia Nacional de Medicina desde 2010.

## Livros
- Camargo, José J. (2000). Cirurgia torácica. Mais de 120 questões de múltipla escolha com respostas comentadas. Rio de Janeiro: Revinter. 146 páginas. ISBN 8573093854
- Eduardo Garcia (org.), José J. Camargo (org.) (2003). Histórias Médicas. Porto Alegre: Ed. da ISCMPA. 149 páginas. ISBN 8589782034
- Camargo, José J. (2008). Não pensem por mim. reflexões e histórias de um médico. Porto Alegre: AGE Ed. 213 páginas. ISBN 9788574974118
- Gomes, Nilton Haertel; Orientador: Jose J. Camargo (1990). Tratamento de hidatidose pulmonar. uma opção cirúrgica. [S.l.: s.n.] 87 páginas